# Campeonato Africano de Atletismo de 2012 - 10000 m masculino
A prova dos 10000 metros masculino do Campeonato Africano de Atletismo de 2012 foi disputada no dia 28 de junho de 2012 no Estádio Charles de Gaulle em Porto Novo,  no Benim. 

## Recordes
Antes desta competição, os recordes mundiais e do campeonato nesta prova eram os seguintes:
|                       | Nome            | Nacionalidade | Tempo      | Local    | Data                 |
| --------------------- | --------------- | ------------- | ---------- | -------- | -------------------- |
| Recorde mundial       | Kenenisa Bekele | Etiópia       | 26m 17s 53 | Bruxelas | 26 de agosto de 2005 |
| Recorde do campeonato | William Sigei   | Quênia        | 27m 25s 33 | Durban   | 24 de junho de 1993  |
| Recorde africano      | Kenenisa Bekele | Etiópia       | 26m 17s 53 | Bruxelas | 26 de agosto de 2005 |

Os seguintes recordes foram estabelecidos durante esta competição:
| Data        | Evento | Atleta           | Nacionalidade | Tempo      | Notas                 |
| ----------- | ------ | ---------------- | ------------- | ---------- | --------------------- |
| 28 de junho | Final  | Kenneth Kipkemoi | Quênia        | 27m 19s 74 | Recorde do campeonato |

## Medalhistas
| Ouro                   | Prata             | Bronze             |
| Kenneth Kipkemoi (KEN) | Mark Kiptoo (KEN) | Lewis Mosoti (KEN) |

## Cronograma
Todos os horários são locais (UTC+1).
| Data        | Hora  | Evento |
| ----------- | ----- | ------ |
| 28 de junho | 17:45 | Final  |

## Resultado final
| Posição           | Atleta             | Nacionalidade | Tempo    | Nota                  |
| ----------------- | ------------------ | ------------- | -------- | --------------------- |
| Medalha de ouro   | Kenneth Kipkemoi   | Quênia        | 27:19.74 | Recorde do campeonato |
| Medalha de prata  | Mark Kiptoo        | Quênia        | 27:20.77 |                       |
| Medalha de bronze | Lewis Mosoti       | Quênia        | 27:22.54 |                       |
| 4                 | Tebalu Zawude      | Etiópia       | 28:03.16 |                       |
| 5                 | Robert Kajuga      | Ruanda        | 28:03.24 |                       |
| 6                 | Olivier Irabaruta  | Burundi       | 28:17.77 |                       |
| 7                 | Vianney Ndiho      | Burundi       | 28:25.57 |                       |
| 8                 | Stephen Mokoka     | África do Sul | 28:49.14 |                       |
| 99 !              | Solomon Deksisa    | Etiópia       | DNF      |                       |
| 99 !              | Gebretsadik Abraha | Etiópia       | DNF      |                       |
| 99 !              | Hezekiel Jafari    | Tanzânia      | DNS      |                       |
| 99 !              | Thomas Ayeko       | Uganda        | DNS      |                       |
| 99 !              | Ibrahim Ismael     | Djibuti       | DNS      |                       |
| 99 !              | Abdenacer Fathi    | Marrocos      | DNS      |                       |

Legenda
| Recorde mundial       | Recorde mundial (World record)               |                       | Recorde africano                      | Recorde africano (African) |                                           | Q | Classificado por posição (Qualified) |
| Recorde do campeonato | Recorde do campeonato (Championship record)  | Recorde da América    | Recorde da América (Americas)         | q                          | Classificado por melhor tempo (Qualified) |   |                                      |
| Melhor marca do ano   | Melhor marca do ano (World leading)          | Recorde asiático      | Recorde asiático (Asian)              | DNS                        | Não largou (Did not start)                |   |                                      |
| Recorde nacional      | Recorde nacional (National record)           | Recorde europeu       | Recorde europeu (European)            | DNF                        | Não terminou (Did not finish)             |   |                                      |
| Recorde pessoal       | Recorde pessoal do atleta (Personal best)    | Recorde da Oceania    | Recorde da Oceania (Oceania)          | DSQ / DQ                   | Desclassificado (Disqualified)            |   |                                      |
| Recorde da temporada  | Recorde da temporada do atleta (Season best) | Recorde sul-americano | Recorde sul-americano (South America) | NM                         | Sem marca (No mark)                       |   |                                      |